# Château d'Angles-sur-l'Anglin
Le château d'Angles-sur-l'Anglin est un château situé à Angles-sur-l'Anglin dans le département de la Vienne.

## Localisation
Le château se dresse sur un piton rocheux, dominant à-pic l'Anglin, un peu avant sa confluence avec la Gartempe, au sud du bourg d'Angles-sur-l'Anglin, dans le département français de la Vienne.

## Historique
Le château d'Angles-sur-l'Anglin, situé à proximité des confins de la Touraine et du Berry, surveille la frontière du Poitou depuis le Xe siècle (il est attesté en 1025). Il est acheté par l'évêque de Poitiers Guillaume de Bruges à la famille de Lezay à la fin du XIIIe siècle et restera propriété de l'évêché jusqu'à la Révolution.
Guichard III, seigneur d'Angles est nommé sénéchal de Saintonge durant la guerre de Cent Ans et il est nommé maréchal de Guyenne quand le Poitou devient anglais en 1356. En 1372, le château est repris aux anglais à la suite d'un siège conduit par Bertrand Du Guesclin.
Au XVe siècle les évêques effectuent d'importants travaux. Hugues de Comparel fait construire le château neuf et Guillaume de Charpagne qui lui succède poursuit les travaux. Puis, durant les périodes troublées que sont les XVIe et XVIIe siècles, le château est pris par les protestants, puis par les ligueurs, par les royaux puis les frondeurs. Ensuite, il est délaissé par les évêques.
Devenu carrière publique à la Révolution, il est acheté en 1923 par la Société des antiquaires de l'Ouest, puis par la commune en 1986.
Il a été classé monument historique le 10 février 1926.

## Légende
Selon une légende, les Anglais se seraient emparé de la place après avoir taillé en l'espace d'une nuit un escalier vertigineux le long de la falaise. La faille naturelle, retravaillée par les hommes, est appelée depuis « tranchée des Anglais ».

## Description
Le château occupe un éperon long de 125 m et large de 10 à 50 m formé par un vallon sec qui longe la falaise à l'est et la rivière.
En tête de l'éperon on a taillé un fossé dans le roc afin de barrer le site. Au milieu du promontoire, au XIIe siècle, on a dressé un donjon à contreforts, derrière lequel et la pointe ont pris place les logis seigneuriaux.
Les restes de cet ensemble architectural sont encore très imposants et comportent :
– le donjon palais carré de style roman à contreforts cylindriques qui a été remanié au XVe siècle ;
– la tour de la prison ;
– la tour de la chapelle ;
– la tour aux oignons ;
– la tour d'angle du donjon ;
– la tour porte qui ouvre sur la « tranchée aux Anglais » ;
– un petit château de la fin du Moyen Âge ;
– deux chapelles.
Le village s'est établi sur une hauteur voisine au-delà du ravin qui isole le château, à ses pieds et autour du pont sur la rivière.

## Visites
Le château est un édifice public.